# Hårga
Hårga är en by i Hanebo socken i Bollnäs kommun i södra Hälsingland. Benämnt som "Horghum" 1324 och "Horga" 1540. Namnet är i plural form av ordet horg från det fornnordiska ordet hǫrgr vilket är detsamma som harg. Möjligen kommer namnet av ett antal väldiga flyttblock som ligger mitt inne bland bebyggelsen.
I Hårga ligger också Hembygdsgården "Ol-Nils" som ägs av Hanebo Hembygdsförening.
Hårga är känd för Hårgalåten och sägnen om ungdomarna som en midsommarafton dansade sig till döds på Hårgaberget sedan de förtrollats av Hin Håle i skepnad av en speleman med bockfot.
En version av sägnen lyder: 
| ” | En lördagsafton, då ungdomen i byn ej ens vid sabbatens inbrott avbröt sin yra dans, kom en främling till gillet, tog ledningen av dansen och föreslog till slut en slängdans eller "slinker". Dansen begynte: främlingen, som var ingen annan än "den lede" själv, var förste man i kedjan, och sedan följde de unga hand i hand. Som en virvelvind bar det åstad genom alla rum ur gård i gård, in genom dörrar och ut genom fönster. Ingen förmådde slita sig lös, och en dräng, som i förtvivlan högg sin fällkniv in i en dörrpost för att hålla sig fast, fick hela armen avsliten. Allt vildare gick dansen över åker och äng upp till Hårgabergets spets, och där fortsattes den ej blott tills livet flytt ur de dansande, utan ända tills deras ben var uppslitna; ja, huvudskallarna fortfor sedan att hoppa, tills även de var förnötta. Därför är ännu i dag Hårgabergets topp slät som ett jämnslipat stengolv. | „ |
| – Genom Sveriges bygder. Skildringar af vårt land och folk av Herm. Hofberg, tredje upplagan, genomsedd och tillökad av J.P. Velander, Stockholm 1896. | |   |

Hälsingehambon, VM i hambo, som arrangerades årligen mellan 1965 och 2011 började alltid i Hårga.

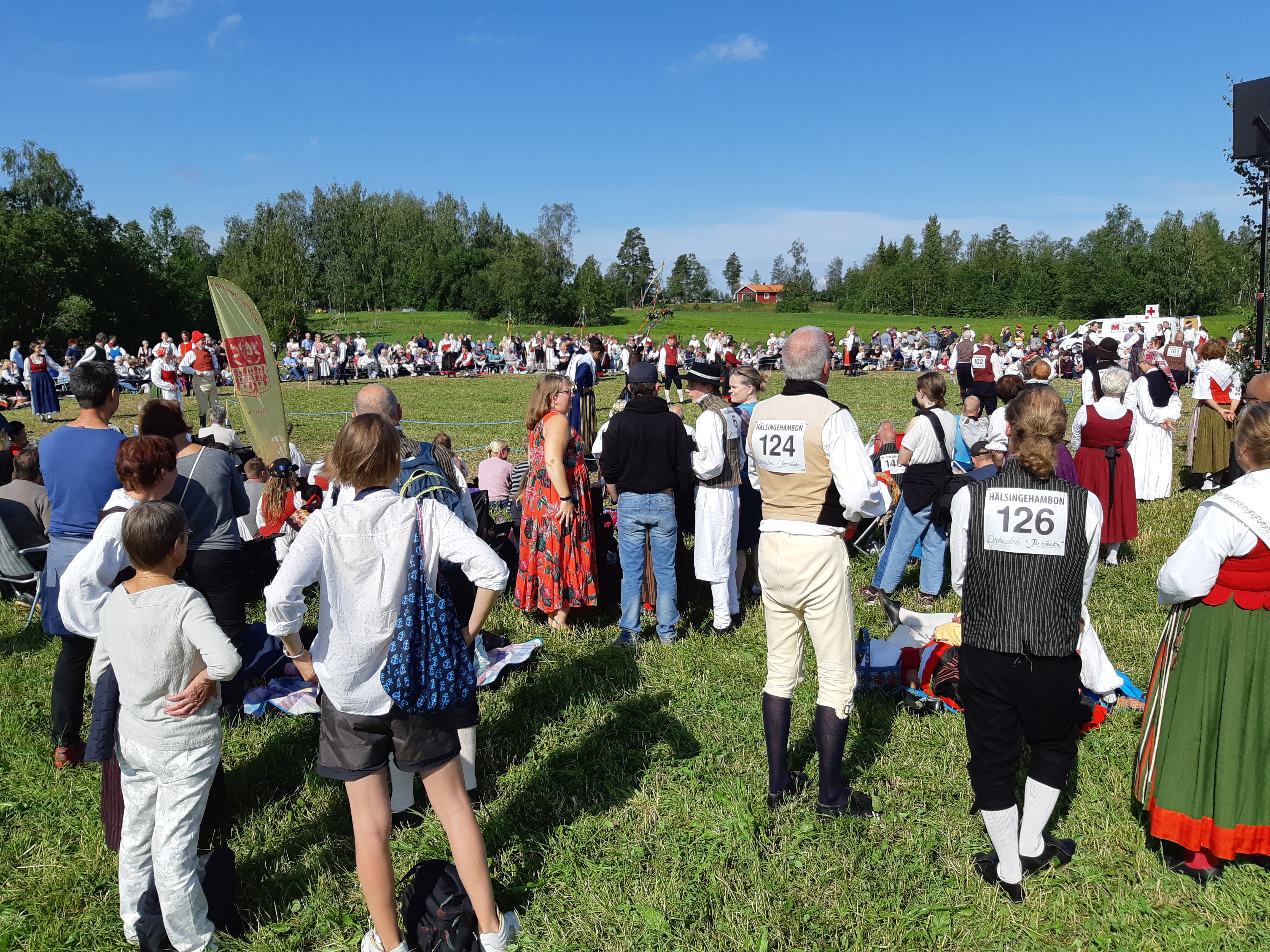
Hälsingehambo på ängen i Hårga den 13 juli 2019